# Византийский временник
Византийский временник — російський щорічний журнал, присвячений історії Візантії та проблемам візантології.

## Історія
«Византийский временник» був заснований у 1894 році візантологом Василем Васильєвським і видавався у Санкт-Петербурзі. До 1916 року вийшло 22 томи об'ємом в середньому по 800 сторінок кожний. В цей період у журналі, крім власне історичних, було багато текстів, присвячених релігійним питанням, а особливо історичному та духовному зв'язку між Візантією та Руссю.
Журнал поділявся на розділи: Дослідження та матеріали; Критика и бібліографія; Дрібні замітки та новини. Здебільшого статті писались російською мовою, однак траплялися також французькою та новогрецькою.
Під час Першої світової війни процес видання журналу був перерваний. З 1915 до 1928 року головним редактором був інший відомий візантиніст Федір Іванович Успенський. В цей період вийшло лише три тонкі випуски журналу — у 1922, 1925 та 1927 роках. У 1928 році Ф. І. Успенський помер і журнал був закритий.
1947 року журнал відроджений, і його головним редактором став Євгеній Олексійович Косминський. Нумерацію томів журналу почали з початку. В цей час журнал відійшов від релігійної тематики та, як заявлено в передмові до першого випуску, сконцентрувався на проблемах внутрішньої історії Візантії — економічної, соціальної, адміністративної. У 1966 році головним редактором стала Зінаїда Володимирівна Удальцова. Після її смерті в 1987—2009 рр. журнал очолював Геннадій Григорович Литаврін.
У 1999 році Інститут загальної історії Російської академії наук випустив двотомник, що містить найбільш цікаві з наукової точки зору статті з «Византийского временника» — «Византийская цивилизация в освещении российских ученых». Перший том містить статті збірника, присвячені православній культурі Візантії та візантійсько-слов'янським церковним зв'язкам.